# Colección Autores Nacionales Colcultura
La Colección Autores Nacionales es una de las colecciones editoriales más importantes del siglo XX en Colombia. Fue publicada entre 1975 hasta 1982 por el  Instituto Colombiano de Cultura (Colcultura) durante la dirección de Gloria Zea. Junto con la Colección Popular, ambas colecciones sintetizan la tradición intelectual colombiana de la primera mitad del siglo XX; además, sirvieron como plataforma de lanzamiento a la obra de autores que hacían su debut literario en la década de 1970 y que hoy hacen parte de la tradición literaria del país de la segunda mitad del siglo. Esta colección nació bajo la dirección del poeta colombiano Jorge Rojas y editada por Gloria Zea.

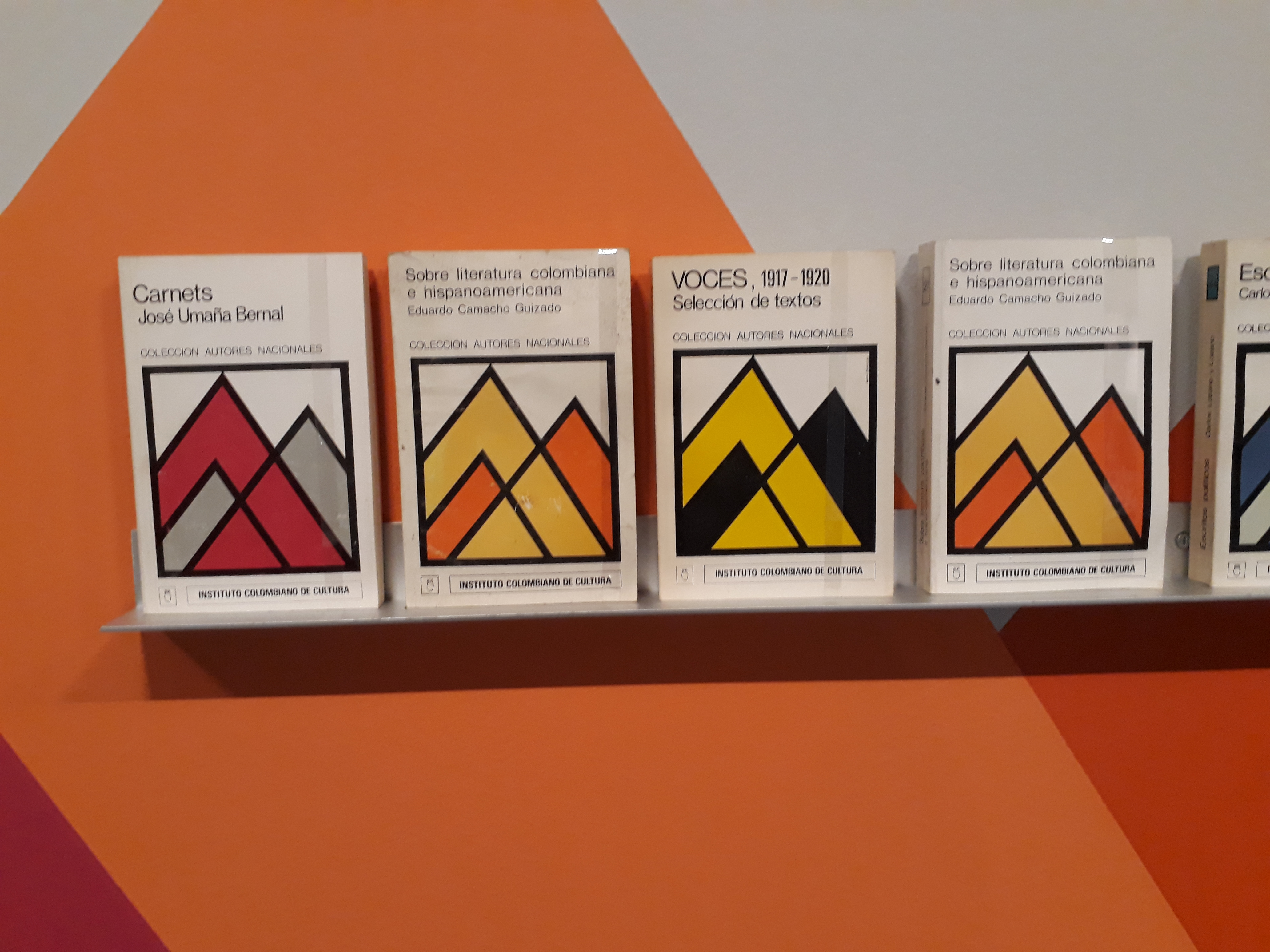
Libros Colección Autores Nacionales Colcultura

## Descripción de los Libros
En esta colección domina el ensayo con 19 libros, le siguen 15 de poesía, 10 antologías de textos en prosa, donde se ubican todos los libros que conforman la serie de Las Revistas (que recopila textos publicados en las revistas Eco, Mito, Revista de las Indias y Voces), 7 novelas, 2 de filosofía, y 1 de cuentos.
El papel del libro es de mayor gramaje y calidad. La impresión suele ser nítida, a una tinta y el interlineado sencillo permite una lectura fluida. La tipografía varía casi de libro a libro, lo mismo que el tamaño de los caracteres, incluso dentro de la serie de Las Revistas, los cambios son notables, a pesar de que varios volúmenes son hechos en la Imprenta Nacional. Los libros de la Colección de Autores Nacionales son más extensos que los de la Colección Popular tiene un promedio de 150 páginas salvo excepciones, los libros de la Colección Autores Nacionales pasan de 250 casi siempre, llegando a más de 400 en muchos casos.

## Diseño de Cubiertas
El diseño de las cubiertas fue hecho por Marta Granados con cartulina esmaltada, resaltan los triángulos, en negro, y uno o dos colores radiantes y vivos. El estilo de los textos en las cubiertas es invariable. Misma tipografía, misma alineación y mismo orden. Título de la obra y autor en la parte superior y disposición horizontal, ocupando casi todo el ancho del libro, inmediatamente debajo en mayúscula sostenida y también de forma horizontal está el nombre de la colección, después el diseño de Marta Granados ocupando más de la mitad de espacio y a pie de libro, encerrado en un recuadro y en negrilla en la parte de abajo, está el nombre de la editorial responsable: El Instituto Colombiano de Cultura.

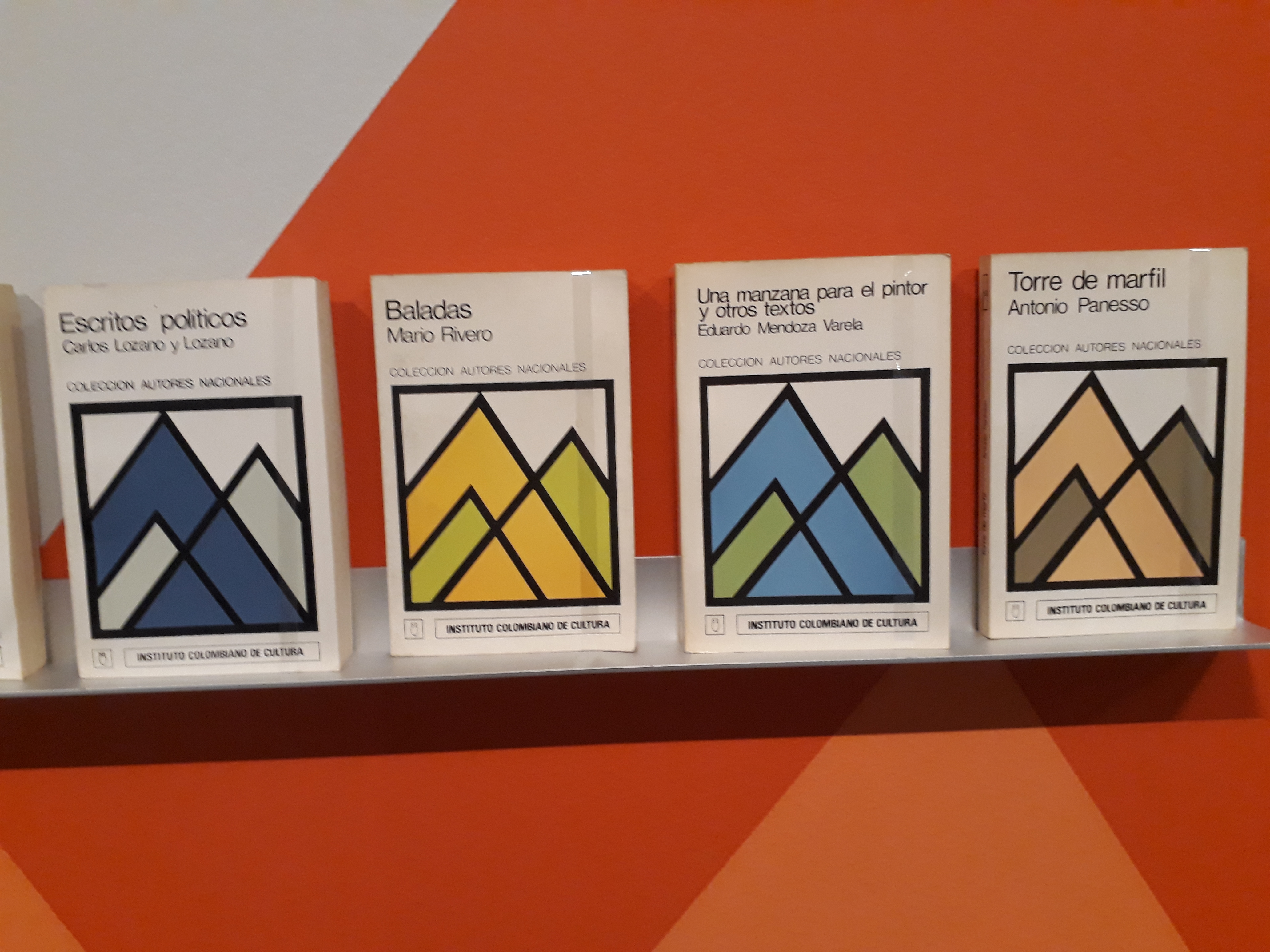
Libros Colección Autores Nacionales 2

## Reducción de Tiraje
Cuando comenzaron a ser editadas bajo la dirección de Gloria Zea, con la coordinación de Juan Gustavo Cobo Borda como asistente de dirección de Colcultura, y de Santiago Mutis, como jefe de la División de Publicaciones, muchas fueron las críticas por haber disminuido sustancialmente el tiraje de ejemplares, estas se resumían en el hecho de que un menor tiraje significaba seguir haciendo libros únicamente para la elite “intelectual”. La explicación de Cobo y Mutis fue que, al iniciar labores en Colcultura, se encontraron con 2 millones y medio de libros en bodega, de los publicados bajo la dirección anterior. De hecho, en un informe de Colcultura, correspondiente al periodo de Zea, se afirma que, luego de realizar una campaña masiva en medios de comunicación y contratar espacios en 61 de los Almacenes Ley del país, lograron ser vendidos 1.177.000 ejemplares. Luego de esta situación resulta comprensible el hecho de que hayan decidido disminuir el tiraje de los títulos de las colecciones. La Colección Autores Nacionales pasó de 50.000 a 3.000 ejemplares; el de la Colección Popular, de 100.000 a 10.000 ejemplares. Durante esta fase (con 57 títulos publicados de la Colección Autores Nacionales y 39 de la Colección Popular), las colecciones estuvieron centradas en autores colombianos y los títulos editados se han convertido en referentes de la tradición literaria del país.

## Catálogo Colección Autores Nacionales
El catálogo se conforma por 57 libros, los cuales  se pueden encontrar en la Biblioteca Luis Ángel Arango o en la Biblioteca Nacional de Colombia. Estos 57 libros se publicaron en un lapso de 8 años entre el primer título y el último, así:
1."Versiones poéticas" por Otto de Greiff Haussler del género Poesía del año 1975.
2."Selección de prosas" por Hernando Téllez del género Ensayo del año 1976.
3."Lector de poesía" por Fernando Charry Lara del género Poesía del año 1975.
4."Mito, 1955 -1962" por Juan Gustavo Cobo Borda del género Antología del año 1975.
5."Maqroll el gaviero" por Álvaro Mutis (selección de Fernando Charry Lara y Juan Gustavo Cobo Borda) del género Novela del año 1975.
6."Ensayos: destellos criollos" por Ernesto Volkening del género Antología del año1975.
7."El amanecer de la noche" por Alberto Aguirre González del género Novela del año 1975.
8."Los pasos cantados: el corazón escrito" por Eduardo Carranza del género Poesía del año 1975.
9.“Eco”: 1960 -1975 editado por Álvaro Rodríguez del género Antología del año 1975.
10."La alegría de leer" por Juan Gustavo Cobo Borda del género Ensayo del año 1976.
11."Señales y garabatos del habitante" por Héctor Rojas Herazo del género Ensayo del año 1976.
12."Suenan timbres" por Luis Vidales del género Poesía del año 1976.
13."Signos y mensajes" por Helena Araújo del género Poesía del año 1976.
14."Carrera de la vida" por Arturo Camacho Ramírez del género Poesía del año 1976.
15."Ensayos: atardecer europeo" por Ernesto Volkening del género Ensayo del año 1975.
16."Escritos selectos" por Alberto Lleras del género Antología del año 1976.
17."Horas de estudio" por Rafael Gutiérrez Girardot del género Ensayo del año 1976.
18."Carnets" por José Umaña Bernal del género Ensayo del año 1976.
19."Aproximación a la filosofía" por Danilo Cruz Vélez del género Filosofía del año 1977.
20."Suma poética: 1939 – 1976" por Jorge Rojas del género Poesía del año 1977.
21."Escolios a un texto implícito" por Nicolás Gómez Dávila del género Antología del año 1977.
22."Escolios a un texto implícito 2" por Nicolás Gómez Dávila del género Antología del año 1977.
23."El transeúnte" por Rogelio Echavarría del género Poesía del año 1977.
24."Thomas Mann, la montaña mágica y la llanura prosaica" por Estanislao Zuleta del género Ensayo del año 1977.
25."Voces, 1917 -1920" por Germán Vargas Cantillo del género Antología del año 1977.
26."Textos al margen" por Oscar Collazos del género Ensayo del año 1977.
27."Sobre Literatura colombiana e Hispanoamericana" por Eduardo Camacho Guizado del género Ensayo del año 1978.
28."Revista de las Indias, 1936 -1950" compilado por Álvaro Miranda del género Antología del año 1978.
29. "Textos sobre música y folklore: La música en Colombia" por Hjalmar de Greiff y David Feferbaum del género Antología del año 1978.
30."Textos sobre música y folklore: La música en Latinoamérica y Europa" por Hjalmar de Greiff, David Feferbaum del género Antología del año 1978.
31."Se acabó la casa:(relatos)" por Héctor Sánchez del género Cuentos del año 1978.
32."Ensayos filosóficos" por Rubén Sierra Mejía del género Filosofía del año 1978.
33."Libro del encantado" por Giovanni Quessep del género Poesía del año 1978.
34."Ensayos críticos; y, Mis contemporáneos" por Juan Lozano y Lozano del género Ensayo del año 1978.
35."Antología poética (1958 -1977)" por Eduardo Escobar del género Poesía del año 1978.
36."El cambio actual de la noción de literatura y otros estudios de teoría y crítica latinoamericana" por Carlos Rincón del género Ensayo del año 1978.
37."Matías: Novela" por Fernando Ponce de León París del género Novela del año 1978.
38."Contextos" por Abelardo Forero Benavides del género Ensayo del año 1978.
39."Ensayos y variaciones" por Néstor Madrid-Malo del género Ensayo del año 1978.
40."La cola de la Osa Mayor: retrato de Catalina" por Arturo Laguado del género Novela del año 1979.
41."Serie China y otros poemas" por Fernando Arbeláez del género Poesía del año 1979.
42."Baladas" por Mario Rivero del género Poesía del año 1980.
43."Salón de té, 1969 -1979" de Juan Gustavo Cobo Borda del género Poesía del año 1979.
44."Escritos políticos" por Carlos Lozano y Lozano del género Ensayo del año 1980.
45."Textos no recogidos en libro 1" por Hernando Téllez (edita: Juan Gustavo Cobo Borda) del género Ensayo del año 1979.
46."Textos no recogidos en libro 2" por Hernando Téllez (edita: Juan Gustavo Cobo Borda) del género Ensayo del año 1979.
47."Una manzana para el pintor y otros textos" por Eduardo Mendoza Varela del género Antología del año 1980.
48."La poesía del Valle del Cauca" compilado por Octavio Gamboa del género Poesía del año 1980.
49."La poesía inconclusa y otros ensayos" por Andrés Holguín del género Ensayo del año 1980.
50."La Torre de Marfil: ensayos sobre el pensamiento y el poder" por Antonio Panesso Robledo del género Ensayo del año 1979.
51."Novelas" por Arturo Echeverri Mejía (prologa: Alberto Aguirre) del género Novela del año 1981.
52."Memorias. Mi gente" por Alberto Lleras del género Ensayo del año 1981.
53."Selección de textos 1" por Ramón Vinyes (edita: Jacques Gilard) del género Antología del año 1982.
54."Selección de textos 2" por Ramón Vinyes (edita: Jacques Gilard) del género Antología del año 1982.
55."El árbol que canta" por Eduardo Castillo (edita: Fernando Charry Lara) del género Poesía del año 1981.
56."No todo es así" por Jesús Zárate del género Novela del año 1982.
57."El fénix de oro" por Augusto Pinilla del género Novela del año 1982.